# Paul Walter Hauser
Paul Walter Hauser, född 15 oktober 1986 i Grand Rapids, Michigan, är en amerikansk skådespelare. Han filmdebuterade 2010 i Virginia och har sedan dess medverkat i filmer och TV-serier. Han har bland annat haft större biroller i filmerna I, Tonya och Cruella. Han spelade huvudrollen i Clint Eastwoods verklighetsbaserade dramafilm Richard Jewell 2019.

## Filmografi, urval
- 2017 – I, Tonya
- 2018 – BlacKkKlansman
- 2019 – Richard Jewell
- 2021 – Cruella
- 2021 – Queenpins
- 2023 – The Afterparty (TV-serie)
- 2023 – Americana
- 2024 – Insidan ut 2 (röst)
- 2024 – The Instigators
- 2025 – The Fantastic Four: First Steps
- 2025 – The Naked Gun
- 2025 – Deliver Me from Nowhere